# Sam Harris

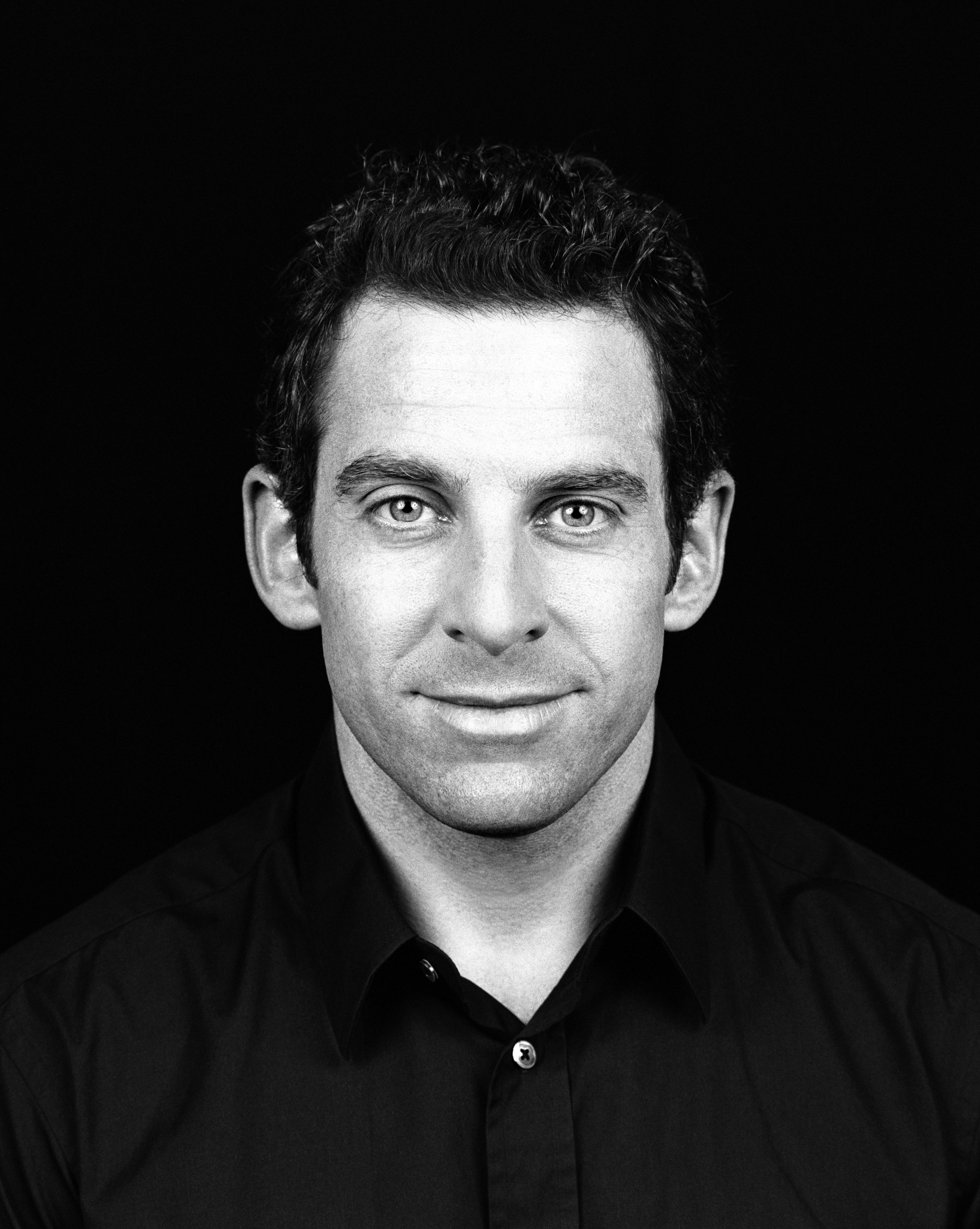
Sam Harris

Samuel Benjamin „Sam“ Harris (* 9. April 1967 in Los Angeles) ist ein US-amerikanischer Philosoph, Neurowissenschaftler, Schriftsteller und gefragter Debattenredner. Er ist besonders bekannt für seine These, dass Fragen der Ethik mit naturwissenschaftlichen Methoden untersucht werden könnten und sollten. Neben Richard Dawkins, dem 2024 verstorbenen Daniel Dennett und dem 2011 verstorbenen Christopher Hitchens gehört Harris zu den bekanntesten Vertretern des Neuen Atheismus.
Er erlangte einen Abschluss in Philosophie von der Stanford University und promovierte in Neurowissenschaft, wobei er unter anderem die neuronalen Grundlagen von Überzeugungen mithilfe funktioneller Magnetresonanztomographie untersuchte.
Er schrieb 2004 das von den Terroranschlägen am 11. September 2001 inspirierte Buch The End of Faith (auf Deutsch Das Ende des Glaubens) und gewann damit 2005 den PEN-Award. Im Jahre 2006 veröffentlichte er Letter to a Christian Nation, mit dem er den Kritikern seines ersten Buches entgegentrat. Daneben schreibt er Artikel für Newsweek, The Los Angeles Times, The Times in London und The Boston Globe. Harris wurde auch als Anhänger von Meditation und Achtsamkeit öffentlich bekannt. 2018 veröffentlichte er eine Meditations-App mit dem Namen Waking Up.
Er ist der Sohn der Drehbuchautorin und Fernsehproduzentin Susan Harris.

## Philosophie
Harris sieht in den Religionen im Allgemeinen und im Islam im Speziellen eine große Gefahr für die derzeitige Gesellschaft und setzt sich für einen rationalen und vernünftigen Zugang zu Ethik und Spiritualität ein, ohne deren Notwendigkeit in Abrede zu stellen. Er kritisiert dabei besonders, in Anlehnung an die berühmte Schrift Why I am not a Christian von Bertrand Russell, die monotheistischen Religionen und jede andere Form von unfundiertem, blindem Glauben – welchen er mit seinem Buchtitel The End of Faith (zu Deutsch: Das Ende des Glaubens) direkt angreift. Er argumentiert, dass die Political Correctness in den Tagen des fundamentalistisch motivierten islamischen Terrorismus ausgedient habe und man über gewisse Dinge offen sprechen müsse:

“To speak plainly and truthfully about the state of our world – to say, for instance, that the Bible and the Koran both contain mountains of life-destroying gibberish – is antithetical to tolerance as moderates currently conceive it. But we can no longer afford the luxury of such political correctness. We must finally recognize the price we are paying to maintain the iconography of our ignorance.”

„Einfach und ehrlich über den Zustand unserer Welt zu sprechen – beispielsweise zu sagen, dass sowohl Bibel als auch Koran bergeweise tödlichen Unsinn enthalten – steht der Auffassung von Toleranz entgegen, die momentan von den Gemäßigten vertreten wird. Aber wir können uns den Luxus dieser politischen Korrektheit nicht länger erlauben. Wir müssen endlich erkennen, welchen Preis wir dafür bezahlen, die Bildsprache unseres Unwissens aufrecht zu erhalten.“

Harris gesteht ein, dass er selbst eine Form der Intoleranz vertritt, er begründet dies aber mit der philosophischen Position, dass persönliche Überzeugungen nicht höher gewertet werden dürften als objektive Fakten und Beweise. Er verlange von den Religionen nicht mehr als die intellektuelle Ehrlichkeit, welche auch die rationale Denkweise und die Wissenschaft vorwiesen. Er argumentiert, dass es unsinnig sei, von jemandem „Respekt“ für seine Ansichten auf dem Gebiet der Physik oder Geschichte zu verlangen. Stattdessen würden sich widersprechende Hypothesen anhand von Beweisen und Fakten überprüft und dann werde diejenige für gültig erklärt, welche am besten mit den Fakten übereinstimmt. Genauso solle mit der „Hypothese Gott“ verfahren und im Bereich des Religiösen nicht mit anderen Ellen gemessen werden. Den Einwand, Religion und Wissenschaft seien zwei grundsätzlich verschiedene Sphären, lässt Harris nicht gelten, denn auch religiöse Aussagen bezögen sich auf die physikalische Welt und könnten somit wissenschaftlich untersucht werden.

### Kritik an Christentum und Islam
Harris fokussiert seine Kritik unter anderem auf den Zustand in den Vereinigten Staaten, wo u. a. der damalige Präsident George W. Bush meinte, dass die Lehre des Intelligent Design in der Schule zusätzlich zur Evolutionstheorie gelehrt werden solle. Weiterhin kritisiert er, dass es ebendiese Leute seien, welche ins Parlament und sogar ins Präsidentenamt gewählt würden und mit ihren apokalyptischen Endzeitvorstellungen die Geschicke des Landes lenkten. Er schlägt vor, zur Veranschaulichung und Verdeutlichung seiner These, in einer Rede Bushs das Wort „Gott“ durch „Zeus“ oder „Apollo“ zu ersetzen.
Harris sieht in dem Tabu, Religion nicht kritisieren zu dürfen, eine Gefahr für die Gesellschaft. Ohne einzugestehen, dass die Religionen keine Botschaften des Friedens, sondern solche des Hasses und der Intoleranz verbreiteten, müsse auch jeder Kampf gegen den fundamentalistisch motivierten Terrorismus scheitern. Dass die Doktrin des Dschihad und des Martyriums nicht einfach Auswüchse des extremen Islamismus seien, demonstriere die Kontroverse um die Karikaturen, welche 2006 in der Jyllands-Posten erschienen. Harris ruft Muslime in aller Welt dazu auf, ihren Glauben kritisch zu hinterfragen und Extremisten in ihren Reihen auszumachen und zu bekämpfen.

### Gemäßigte Religion
Auch wenn es ein erster positiver Schritt wäre, den religiösen Extremismus durch eine moderatere Form der Religionsausübung zu ersetzen, spart Harris nicht mit Kritik an den gemäßigten Gläubigen. Indem der gemäßigte Glaube jeden Angriff auf die Religion mit Verweis auf Respekt und Toleranz verurteile, gewähre er Fundamentalisten Schutz und Unterschlupf und verhindere gerade eine effektive Kritik ihres Glaubens. Somit schaffe der moderate Glaube ein ideales Umfeld, in dem religiöser Fundamentalismus nicht kritisiert werden könne.
Außerdem argumentiert er, dass es absurd sei, gegenüber allen Formen des Glaubens – seien sie noch so lächerlich und unhaltbar – „Respekt“ und Toleranz zu verlangen; besonders im Angesicht der Tatsache, dass diese oft einen Absolutheitsanspruch erhöben und immer zu einem bestimmten Grade selbst intolerant seien. Angesichts dieser Tatsachen stehe der gemäßigte Glaube intellektuell auf einem wackligen Fundament. Schlussendlich argumentiert Harris, dass die Fundamentalisten und nicht die moderaten Theologen „im Recht“ seien mit ihrer Auslegung der jeweiligen Texte – denn diese seien tatsächlich wörtlich gemeint und es sei inkonsistent, je nach Belieben gewisse Passagen wörtlich und andere im übertragenen Sinne zu interpretieren. Eine gemäßigte Auslegung der Texte stelle eine Verfälschung der Botschaft dar, argumentiert Harris in Übereinstimmung mit den Fundamentalisten, zieht aber im Gegensatz zu ihnen den Schluss, Religion vollständig zu verwerfen.

### Moral und Ethik
Harris ist der Auffassung, dass ein rationaler säkularer Humanismus sich viel stärker als bislang zu Moral und Ethik positionieren sollte und vieles zu diesen Themen beitragen kann. Er bezeichnet die Begründung der Moral durch die Religion als Mythos, welcher nicht durch Belege gestützt werde – so seien die höchst säkularen skandinavischen Länder die großzügigsten bei der Entwicklungshilfe. Harris postuliert, dass religiöse Konzepte sogar moralisch schlecht und zersetzend wirken, indem sie menschliches Leid unnötig vergrößerten und zitiert als Beispiele das Verbot von Kondomen durch die katholische Kirche, welches zumindest teilweise die globale AIDS-Epidemie verursacht habe, und die Versuche amerikanischer Christen, die Stammzellforschung einzuschränken und somit Linderung von menschlichem Leid zu verhindern.
Einen ausführlichen Beitrag zum Thema Moral liefert Harris im Werk The Moral Landscape. Darin legt er ausführlich dar, dass moralisches Verhalten sich alleine durch wissenschaftliches Herangehen erklären lasse.
Im Gespräch mit William MacAskill sprach sich Harris positiv gegenüber den Ideen des effektiven Altruismus aus und stimmte den Argumenten des australischen Philosophen Peter Singer zu, reiche Menschen seien verpflichtet, zu einer Armutsreduktion beizutragen. Als Reaktion darauf begann Harris, für jeden seiner Podcasts Geld an effektive, evidenz-basierte Organisationen zu spenden.

### Spiritualität
Ebenso wie Moral und Ethik soll auch das Gebiet der Spiritualität nicht länger den Religionen überlassen werden, sondern ebenfalls durch den menschlichen Verstand erschlossen werden. Harris plädiert dafür, die „Praktiken“ (aber nicht die metaphysischen Glaubenssysteme) der „östlichen Religionen“ zu erkunden und die erlebten Phänomene ohne den übersinnlichen Unterbau wissenschaftlich zu untersuchen und für die persönliche Selbstverwirklichung im Sinne eines spirituellen Naturalismus zu nutzen. So hart seine Kritik den abrahamitischen Religionen gegenüber ausfällt, so positiv bewertet er vor allem den Buddhismus und seine Erforschung des Bewusstseins. Die introspektiven Praktiken der Meditation stehen, so Harris, nicht im Widerspruch zur Wissenschaft; sie können sogar Gegenstand eines rationalen wissenschaftlichen Diskurses werden.

### Superintelligente KI
Seine Meinung zur Superintelligenz ist, dass die Menschheit durchaus Angst vor ihr haben sollte – und zwar nicht nur in theoretischer Hinsicht. Wir werden übermenschliche Maschinen bauen, sagt Harris, aber wir haben uns noch nicht mit den Problemen auseinandergesetzt, die mit der Erschaffung von etwas verbunden sind, das uns vielleicht so behandelt, wie wir Ameisen behandeln. Denn wenn ihre Anwesenheit einem unserer Ziele ernsthaft im Wege steht, z. B. beim Bau eines Gebäudes, vernichten wir sie ohne Skrupel. Die Befürchtung ist, dass wir eines Tages Maschinen bauen werden, die, ob sie nun ein Bewusstsein haben oder nicht, uns mit ähnlicher Missachtung behandeln könnten. In einem TED Talk äußert er sich zu diesem Thema.
Dazu macht er drei Annahmen, von denen er jede als extrem plausibel bezeichnet:
- Intelligenz ist eine Frage der Informationsverarbeitung in physikalischen Systemen. Eigentlich ist das ein bisschen mehr als eine Annahme. Wir haben in unsere Maschinen bereits eine begrenzte Intelligenz eingebaut, und viele dieser Maschinen arbeiten bereits mit einer übermenschlichen Intelligenz. Und wir wissen, dass bloße Materie das hervorbringen kann, was man „allgemeine Intelligenz“ nennt, eine Fähigkeit, flexibel über mehrere Bereiche hinweg zu denken, denn unsere Gehirne haben es geschafft. Hier sind nur Atome drin, und solange wir weiterhin Systeme aus Atomen bauen, die mehr und mehr intelligentes Verhalten zeigen, werden wir irgendwann, wenn wir nicht unterbrochen werden, allgemeine Intelligenz in unsere Maschinen einbauen. Es ist wichtig zu erkennen, dass die Geschwindigkeit des Fortschritts keine Rolle spielt, denn jeder Fortschritt reicht aus, um uns in die Endzone zu bringen. Wir brauchen keinen exponentiellen Fortschritt. Wir müssen einfach nur weitermachen.
- Die zweite Annahme ist, dass wir weitermachen werden. Wir werden unsere intelligenten Maschinen weiter verbessern. Und angesichts des Wertes von Intelligenz, unserer wertvollsten Ressource, wollen wir das tun. Wir haben Probleme, die wir dringend lösen müssen. Wir wollen Krankheiten wie Alzheimer und Krebs heilen. Wir wollen Wirtschaftssysteme verstehen. Wir wollen unsere Klimawissenschaft verbessern. Also werden wir das tun, wenn wir können. Der Zug ist bereits abgefahren, und es gibt keine Bremse mehr zu ziehen.
- Die dritte Annahme ist, dass wir wahrscheinlich nicht auf dem Gipfel der Intelligenz oder auch nur in der Nähe davon stehen. Und das ist wirklich die entscheidende Erkenntnis. Das macht unsere Situation so prekär, und das macht unsere Intuitionen über Risiken so unzuverlässig.

Mit anderen Worten: Eine „Superintelligenz“, die der menschlichen haushoch überlegen ist, ist unausweichlich. Denn wenn Intelligenz nur eine Frage der Informationsverarbeitung ist und wir unsere Maschinen weiter verbessern, werden wir eine Form von Superintelligenz hervorbringen. „Dann müssen wir zugeben, dass wir dabei sind, eine Art von Gott zu erschaffen. Jetzt wäre ein guter Zeitpunkt, um sicherzustellen, dass es ein Gott ist, mit dem wir leben können.“

## Kritik
Grundsätzlich kritisieren Christen und Angehörige anderer Glaubensrichtungen an Harris, dass er Extremisten und moderate Gläubige in dieselbe Schublade stecke. Matthew Simpson kritisierte, dass Harris ohne die Grundlage einer göttlichen Herkunft seine Moralvorstellungen nicht gegen jene von Fundamentalisten verteidigen könne. In seinem 2006 veröffentlichten Buch Letter to a Christian Nation geht Harris auf seine Kritiker ein und verteidigt seine Thesen aus The End of Faith.
Weitere Kritik kam von Atheisten und Humanisten selbst, welche besonders die Ansichten von Harris in Bezug auf östliche Spiritualität kritisierten und ihm vorwarfen, in diesem Bereich selbst pseudowissenschaftlich vorzugehen und seine eigenen hinduistisch-buddhistischen Erfahrungen zu zelebrieren.
John Gorenfeld kritisierte auf AlterNet ebenfalls die Sichtweise von Harris bezüglich des Paranormalen (besonders seine Einstellung bezüglich der Reinkarnation) und seine Haltung gegenüber der Folter. Diese Kritik wurde von
Robert Todd Carroll in einem Beitrag des Skeptic’s Dictionary aufgegriffen. Beide bezogen sich unter anderem auf eine Passage in The End of Faith, in der Harris erklärt:

“[I]f we are willing to drop bombs […], we should be willing to torture a certain clan of criminal suspects and military prisoners; if we are unwilling to torture, we should be unwilling to wage modern war.”

„Wenn wir bereit sind, Bomben abzuwerfen […], sollten wir bereit sein, einen bestimmten Clan von Tatverdächtigen und militärischen Gefangenen zu foltern; wenn wir nicht bereit sind zu foltern, sollten wir nicht bereit sein, moderne Kriege zu führen.“

Harris veröffentlichte daraufhin auf seiner Website eine Gegendarstellung, in der er erklärte, seine Kritiker hätten grundlegende Positionen seines Denkens missverstanden oder aus dem Kontext gerissen.

## Weiteres
Sam Harris wurde für die Dokumentarfilme The God Who Wasn’t There (2005) und The Unbelievers (2013) interviewt.

## Bücher
- 2004: The End of Faith: Religion, Terror, and the Future of Reason. W.W. Norton, New York 2004, ISBN 0-393-03515-8.
 Das Ende des Glaubens: Religion, Terror und das Licht der Vernunft. Edition Spuren, Winterthur 2007, ISBN 978-3-905752-06-9.
- 2006: Letter to a Christian Nation. Knopf, New York 2006, ISBN 0-307-26577-3.
 Brief an ein christliches Land: Eine Abrechnung mit dem religiösen Fundamentalismus. Bertelsmann, München 2008, ISBN 978-3-570-00997-0.
- 2010: The Moral Landscape: How science can determine human values. Free Press, New York 2010, ISBN 978-1-4516-1278-3.
- 2012: Lying: Gibt es gute Lügen? Kindle Edition, Amazon 2012.
- 2012: Free Will. Free Press, New York 2012, ISBN 978-1-4516-8340-0.
- 2014: Waking Up: A Guide to Spirituality Without Religion. Simon & Schuster, New York 2014, ISBN 978-1-4516-3601-7.
- 2015: Islam and the Future of Tolerance: A Dialogue. (zusammen mit Maajid Nawaz) Harvard University Press, 2015, ISBN 978-0-674-08870-2.